# Росариасо
Росариасо (исп. Rosariazo) — восстание в аргентинском городе Росарио, вспыхнувшее 19 мая 1969 года против диктатуры Хуана Карлоса Онганиа. Одной из причин восстания стало убийство аргентинскими полицейскими студентов Адольфо Бельо и Луиса Бланко. В результате введения в город армии и продолжительных боёв студентов, членов профсоюзов и других горожан с военными частями, восстание было подавлено. Однако уже 29 мая того же года в Кордове произошли аналогичные события.
В подавлении восстания участвовал Леопольдо Галтьери, командовавший артиллерией. В 1981 году он стал диктатором Аргентины.